# Kalvene (pagasts)
La paroisse de Kalvene est une unité administrative de la municipalité d'Aizpute située en Courlande, en Lettonie.

## Villages
- Kalvene (Tāšu Padure)
- Kalvene (gare) (Kalvenes stacija)
- Krusāta
- Pērbone
- Rudbāržu (gare) (Rudbāržu stacija)